# Dorcadion salonicum
Dorcadion salonicum là một loài bọ cánh cứng trong họ Cerambycidae.